# Сура Аль-Аляк
Сура Аль-Аляк (араб. سورة العلق‎) або Згусток — дев'яносто шоста сура Корану. Мекканська, містить 19 аятів.

## Текст
Переклад Михайла Якубовича

1. Читай! Ім’ям Господа твого, Який створив,
2. створив людину зі згустку крові!
3. Читай! І Господь твій — Найщедріший,
4. Який навчив письма пером.
5. Навчив людину того, чого вона не знала.
6. Але ж ні! Порушує людина межі,
7. коли здається їй, що вона не потребує нічого.
8. Воістину, до Господа твого повернення!
9. Чи бачив ти того, який заважає
10. рабу Нашому молитися?
11. Як ти вважаєш — а раптом він був на праведному шляху
12. та закликав до богобоязливості?
13. Як ти вважаєш — а якщо він сприйняв правду за оману та й відвернувся,
14. то чи не знав він, що Аллаг бачить його?
15. Але ж ні! Якщо він не зупиниться, Ми схопимо його за чуб,
16. чуб брехливий, грішний!
17. Нехай кличе своїх захисників!
18. Ми ж покличемо вартових пекла!
19. Але ж ні, не корися йому, а вклонися низько Господу й наближайся до Нього!